# Ein missglücktes Manöver
Ein missglücktes Manöver (Originaltitel: The First Duty) ist die 19. Folge der fünften Staffel der US-amerikanischen Science-Fiction-Fernsehserie Raumschiff Enterprise – Das nächste Jahrhundert. Sie wurde in den Vereinigten Staaten über Syndication vermarktet und erstmals am 30. März 1992 auf verschiedenen Fernsehsendern ausgestrahlt. In Deutschland war sie zum ersten Mal am 29. April 1994 in einer synchronisierten Fassung auf Sat.1 zu sehen.

## Handlung
Im Jahr 2368 bei Sternzeit 45703.9 fliegt die Enterprise zurück zur Erde, wo Captain Picard bei einer Abschlussfeier an der Sternenflottenakademie eine Rede halten soll. Die Mannschaft freut sich auch auf ein Wiedersehen mit Wesley Crusher, der das Schiff vor einem Jahr verlassen hatte, um an der Akademie zu studieren. Während des Fluges muss Admiral Brand Picard jedoch tragische Neuigkeiten übermitteln: Wesleys Fluggeschwader hatte einen Unfall. Er selbst und drei seiner Kameraden sind verletzt, sie werden aber wieder völlig genesen; ein fünfter Kadett, Joshua Albert, ist hingegen ums Leben gekommen. Brand leitet eine formelle Untersuchung des Unfalls ein.
Wesley bekommt Besuch von seiner Mutter Beverly Crusher, der Schiffsärztin der Enterprise, und von Captain Picard. Er kann die beiden allerdings nicht lange empfangen, denn Nicholas Locarno, der Leiter des Nova-Geschwaders, betritt seinen Raum. Nachdem Wesley seine Gäste verabschiedet hat, versichert ihm Locarno, dass das Nova-Geschwader die Untersuchung gut überstehen wird, solange nur alle fest zusammenhalten.
Als die Untersuchung beginnt, schildert Locarno den Hergang der Ereignisse: Sein Geschwader näherte sich Saturn, schwenkte dann in einer Diamant-Formation in Richtung Titan, um anschließend einen Yeager-Looping zu üben. Dabei kollidierte Joshua Alberts Shuttle zunächst mit dem von Jean Hajar und auch die drei anderen wurden in den Unfall verwickelt. Alle bis auf Joshua Albert konnten sich in letzter Sekunde in die Evakuierungsstation auf Mimas beamen. Admiral Brand kommt es merkwürdig vor, dass diese Beschreibung von dem ausgearbeiteten Flugplan abweicht. Sie befragt Hajar, die zunächst ausweichend antwortet, dann aber zugibt, dass der Flugplan kurzfristig abgeändert wurde. Captain Satelk befragt Sito Jaxa, deren Shuttle hinten den anderen geflogen war. Sie muss gestehen, dass sie Alberts Shuttle während des Unfalls nicht im Blick hatte, da sie zu dieser Zeit nur nach Sensorenanzeigen flog. Diese Antwort erstaunt alle Anwesenden, da ein Fliegen nach Sensoren in so einer Situation äußerst ungewöhnlich ist. Schließlich steht Locarno auf und erklärt zögernd, dass der Unfall Joshua Alberts Schuld war. Er hatte zuvor bereits Schwierigkeiten bei Übungsflügen gehabt. Locarno hatte dies nicht melden wollen, weil er gehofft hatte, dass Albert sie schon in den Griff bekommen würde.
Brand unterbricht die Sitzung bis zum nächsten Tag. In der Hoffnung, Wesley irgendwie unterstützen zu können, bittet Captain Picard seinen zweiten Offizier Data und seinen Chefingenieur Geordi La Forge, eine unabhängige Untersuchung des Unfalls durchzuführen. Währenddessen treffen sich die Mitglieder des Nova-Geschwaders, um das weitere Vorgehen zu besprechen. Die anderen sind zunächst sauer auf Locarno, weil er die alleinige Schuld an dem Unfall auf Albert abgewälzt hat. Sito und Hajar lassen sich aber von seinem Argument überzeugen, dass es für sie jetzt nur darum geht, ihre eigene Haut zu retten. Wesley ist zwar weiterhin nicht einverstanden, doch er lässt die Sache zunächst auf sich beruhen. Am nächsten Tag sollen auf der Anhörung die Aufzeichnungen von Wesleys Flugschreiber besprochen werden. Locarno weiß, dass dieser so stark beschädigt ist, dass nur die Aufzeichnungen vor dem Unfall ausgelesen werden konnten. Wesley soll daher bei der abgesprochenen Geschichte bleiben. Während er sich auf seine Aussage vorbereitet, erhält er Besuch von Joshua Alberts Vater, der einen Pullover zurückbringt, den Wesley seinem Sohn geliehen hatte. Alberts Vater entschuldigt sich dafür, dass sein Sohn die anderen Teammitglieder in Gefahr gebracht hat, was Wesleys Gewissensbisse nur noch verstärkt.
Am nächsten Tag werden die Aufzeichnungen von Wesleys Flugschreiber abgespielt. Er schildert seine Version der Ereignisse, die sich im Wesentlichen mit den Aussagen von Locarno und Hajar deckt. Satelk hat erneut einige Nachfragen und konfrontiert Wesley schließlich unerwartet mit den Aufzeichnungen eines Satelliten. Auf diesen ist das Geschwader wenige Sekunden vor dem Unfall zu sehen. Die Shuttles fliegen hier jedoch nicht, wie von den Kadetten behauptet, in einer Diamantformation, sondern in einer ringförmigen Formation. Wesley kann für diesen Widerspruch keine Erklärung liefern.
Für Beverly Crusher ist das unbegreiflich. Die Aufzeichnung lässt ihren Sohn wie einen Lügner aussehen, doch sie ist fest von seiner Unschuld überzeugt. Sie möchte die Untersuchung verschieben lassen, um nach entlastenden Beweisen zu suchen, doch Wesley bittet sie eindringlich, sich nicht einzumischen. Die Untersuchung von Data und La Forge hat unterdessen wenig Neues ergeben. Ein Detail ist ihnen jedoch aufgefallen: Die Plasma-Verriegelungen an den Antriebsgondeln von Wesleys Shuttle waren vor dem Unfall geöffnet. Durch diese Information wird Picard schlagartig klar, was geschehen ist. Er zitiert Wesley in seinen Bereitschaftsraum. Dort zeigt er ihm eine Animation mit fünf Shuttles, die in einer ringförmigen Formation fliegen, ihr Antriebsplasma ausstoßen, es entzünden und sich dann sternförmig davon wegbewegen. Wesley identifiziert dieses Manöver korrekt als eine sogenannte Kolvoord-Sternenexplosion. Dieses Manöver ist hochgefährlich und wurde an der Akademie vor 100 Jahren verboten, als bei einem Durchführungsversuch alle fünf Kadetten eines Geschwaders getötet wurden. Picard vermutet, dass Locarno seine Kameraden überredet hat, es erneut zu versuchen, um so die Akademie als lebende Legende zu verlassen. Wesley möchte darauf nicht antworten. Enttäuscht und verärgert erinnert ihn Picard daran, dass es die oberste Pflicht eines Sternenflottenoffiziers ist, die Wahrheit zu sagen. Wenn Wesley dazu nicht im Stande ist, hat er es nicht verdient, seine Uniform zu tragen. Picard stellt ihn vor eine Wahl: Entweder erzählt Wesley Admiral Brand die Wahrheit oder Picard wird es selbst tun.
Wesley informiert Locarno und der versucht zunächst, Picards Schlussfolgerungen zu einer bloßen Vermutung herunterzuspielen, die bei der Untersuchung keinen Bestand haben würde. Wesley hat es jedoch satt, zu lügen und will die Wahrheit sagen. Das verärgert Locarno, denn er meint, Wesley hätte auch eine Verpflichtung seinen Freunden gegenüber und kein Recht, eigenmächtig deren Karrieren zu gefährden.
Schließlich kommt die Verhandlung zu einem Abschluss. Da sich die Aufzeichnungen des Satelliten und die Aussagen der Kadetten widersprechen, ist sich Admiral Brand sicher, dass die vier etwas verbergen. Ihr fehlen jedoch handfeste Beweise und so bleibt ihr keine andere Wahl, als es bei einem Entzug der Flugrechte und einem formellen Verweis in den Dienstakten zu belassen. Als sie die Sitzung bereits schließen will, ergreift Wesley doch noch das Wort. Er gesteht, dass das Nova-Geschwader eine Kolvoord-Sternenexplosion üben wollte. Joshua Albert sei nicht aufgrund eigener Fahrlässigkeit gestorben, sondern weil die anderen ihn zu einem gefährlichen Manöver gedrängt hatten, das er eigentlich gar nicht mitmachen wollte.
Wesley begibt sich allein in den Garten der Akademie und wartet die Urteilsverkündung ab. Schließlich informiert ihn Picard, dass Locarno der Akademie verwiesen wurde. Er hat sich allerdings vor sein Team gestellt und die alleinige Schuld auf sich genommen. Die anderen kommen daher mit einer milderen Strafe davon und müssen das laufende Studienjahr noch einmal wiederholen. Picard weiß, dass Wesley es ab jetzt an der Akademie sehr schwer haben wird, aber er versichert ihm, dass er mit seiner Aussage die richtige Entscheidung getroffen hat.

## Verbindungen zu anderen Star-Trek-Produktionen
Einige Elemente aus dieser Folge wurden in späteren Star-Trek-Produktionen wieder aufgegriffen:
- Sito Jaxa ist noch einmal in Folge 7.15 (Beförderung) von Raumschiff Enterprise – Das nächste Jahrhundert aus dem Jahr 1994 zu sehen. Hier ist sie ein neues Besatzungsmitglied der Enterprise. Die Ereignisse aus Ein missglücktes Manöver werden in dieser Folge thematisiert.
- In Folge 7.20 (Am Ende der Reise) von Raumschiff Enterprise – Das nächste Jahrhundert aus dem Jahr 1994 wird offenbart, dass Wesleys Probleme an der Akademie nach dem Vorfall in Ein missglücktes Manöver größer geworden sind. Er entscheidet sich schließlich, seine Sternenflottenkarriere aufzugeben.
- Nicholas Locarno diente bei der Konzeption der 1995 gestarteten Serie Star Trek: Raumschiff Voyager als Vorbild für die Figur des Tom Paris.
- In der Serie Star Trek: Deep Space Nine wurde mit dem „Red Squad“ eine dem Nova-Geschwader vergleichbare Eliteeinheit von Kadetten eingeführt. Auch das „Red Squad“ ist in fragwürdige Aktionen verwickelt. In der Doppelfolge 4.11/12 (Die Front / Das verlorene Paradies) aus dem Jahr 1996 wird es für illegale Sabotageakte eingespannt. In Folge 6.22 (Valiant) aus dem Jahr 1998 dient eine Mannschaft aus Red-Squad-Kadetten während des Dominion-Kriegs auf einem Raumschiff. Bei einem Angriff werden alle Offiziere getötet. Der dienstälteste Kadett übernimmt das Kommando und anstatt seine Kameraden in Sicherheit zu bringen, setzt er sich in den Kopf, die Mission des Schiffs auf eigene Faust fortzusetzen, und gefährdet dadurch das Leben der gesamten Mannschaft.
- Die im Jahr 2381 spielenden Folgen 4.09 (Der innere Kampf) und 4.10 (Alte Freunde, neue Planeten) der animierten Serie Star Trek: Lower Decks aus dem Jahr 2023 bauen direkt auf der Folge Ein missglücktes Manöver auf. Nicholas Locarno spielt hier eine wichtige Rolle und in einem kurzen Rückblick auf das Jahr 2368 sind auch Wesley Crusher, Sito Jaxa und der noch lebende Joshua Albert zu sehen.
- In der zweiten Staffel der animierten Serie Star Trek: Prodigy aus dem Jahr 2024 kommt das Nova-Geschwader erneut vor. Dort ist es auf der USS Voyager A stationiert.

## Produktion

### Drehbuch
Das Drehbuch wurde gemeinsam von Ronald D. Moore und Naren Shankar entwickelt. Beide interessierten sich sehr für Militärgeschichte und Moore war während seiner College-Zeit auch im Reserve Officer Training Corps. Sie wollten eine Geschichte erzählen, in der Wesleys Leben an der Akademie im Mittelpunkt steht und in der er sich zwischen seinen Freunden und seiner Pflicht entscheiden muss.
Produzent Rick Berman war zunächst skeptisch, da eine Folge, die ganz auf der Erde spielt, seiner Vorstellung von Star Trek zuwiderlief. Er ließ sich aber schließlich von der Geschichte überzeugen.
Moore hatte ursprünglich ein anderes Ende im Sinn: In dieser Version hätte dem gesamten Nova-Geschwader die Entlassung von der Akademie gedroht, wenn sie über die wahren Umstände des Unfalls schweigen. In diesem Fall wäre Picards Ansprache an Wesley einer Aufforderung gleichgekommen, seine eigene Karriere über seinen Freund Nick Locarno zu stellen. Hätte Wesley sein Schweigen gebrochen, hätte er in dieser Version nicht moralisch überlegen, sondern im Gegenteil feige gewirkt, da er einen Freund verrät, um seine Karriere fortsetzen zu können. Daher hätte er weiter schweigen sollen und es wäre schließlich Locarno gewesen, der die Wahrheit ans Licht bringt und die ganze Schuld auf sich nimmt. Moore wurde allerdings von Showrunner Michael Piller dazu gedrängt, ein Ende zu schreiben, in dem Wesley sich dafür entscheidet, die Wahrheit höher zu bewerten als die Freundschaft.

### Darsteller
Ray Walston spielte Boothby auch in zwei Folgen von Star Trek: Raumschiff Voyager.
Robert Duncan McNeill übernahm in Star Trek: Raumschiff Voyager die Hauptrolle des Tom Paris. In Star Trek: Lower Decks hatte er Gastauftritte sowohl als Tom Paris als auch als Nick Locarno. Er war außerdem in jeweils vier Folgen von Star Trek: Raumschiff Voyager und Star Trek: Enterprise als Regisseur tätig.
Richard Fancy, Darsteller von Captain Satelk, spielte auch einen der Geister des Himmels in Folge 2.09 (Tattoo) von Star Trek: Raumschiff Voyager.
Shannon Fill spielte Sito Jaxa erneut in Folge 7.15 (Beförderung) von Raumschiff Enterprise – Das nächste Jahrhundert und sprach sie in Folge 4.10 (Alte Freunde, neue Planeten) von Star Trek: Lower Decks.

### Drehorte und Kulissen

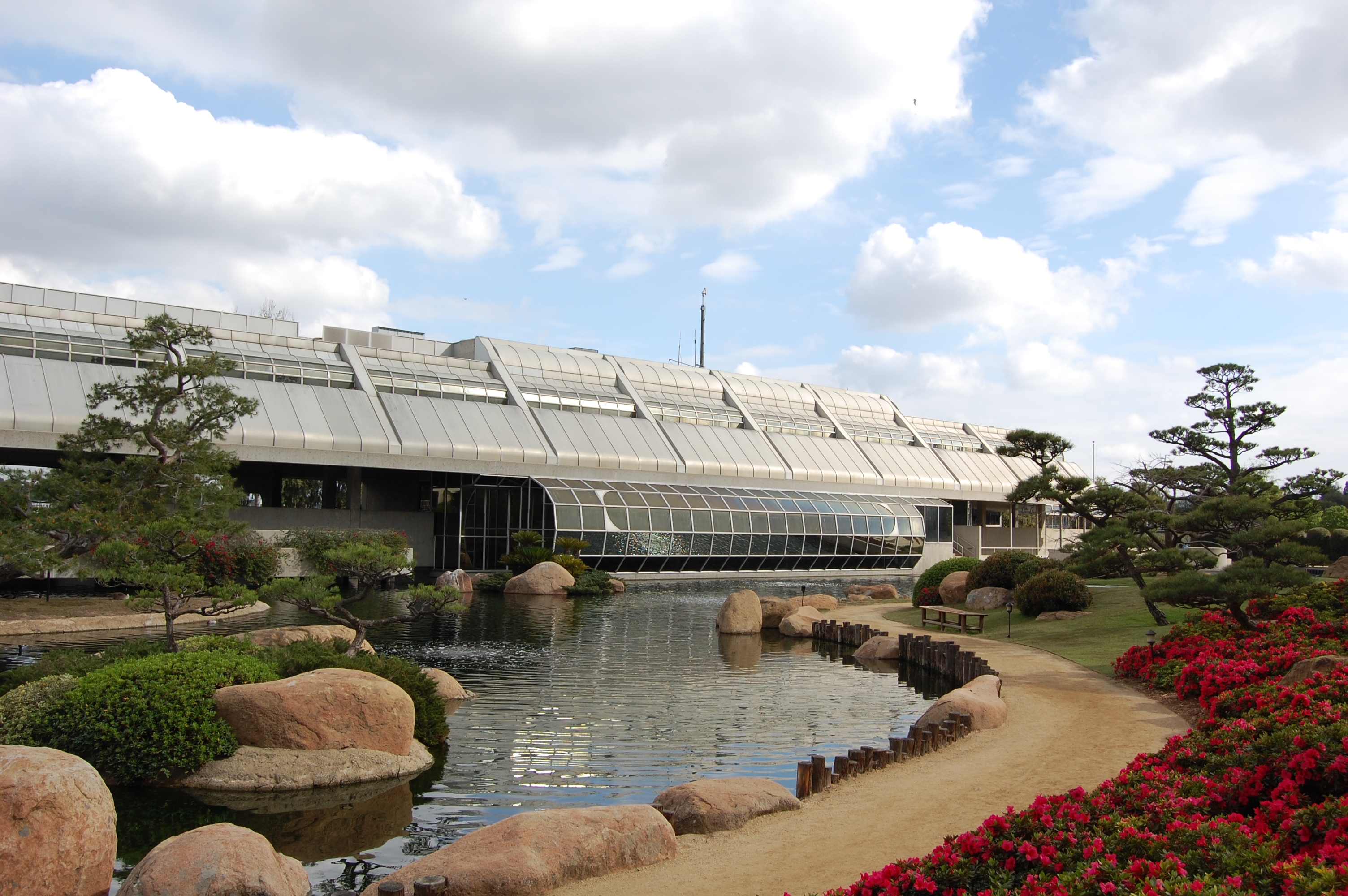
Der japanische Garten im Tillman Water Reclamation Plant in Van Nuys, Los Angeles

In dieser Folge ist erstmals die Sternenflottenakademie zu sehen. Als Drehort für die Außenaufnahmen diente der japanische Garten im Tillman Water Reclamation Plant in Van Nuys im Norden von Los Angeles. Das Tillman Water Reclamation Plant war zuvor bereits in Folge 1.08 (Das Gesetz der Edo) als Drehort genutzt worden und stellte dort den Planeten Rubicun III dar. Es diente später noch mehrfach als Kulisse für das Hauptquartier der Sternenflotte und die Sternenflottenakademie.
Die Türen der Kadettenquartiere in der Akademie weisen Türklinken auf, was in einer Star-Trek-Produktion sehr ungewöhnlich ist. Normalerweise sind auf Sternenflotteneinrichtungen und auch bei den meisten höher entwickelten außerirdischen Völkern sonst nur automatisch öffnende Türen zu sehen.

### Modelle
Für die Trainingsshuttles des Nova-Geschwaders wurde von Greg Jein ein neues Modell angefertigt. Zusätzlich wurde ein computergeneriertes Modell erstellt, das in den gezeigten Animationen zum Einsatz kam.

## Rezeption
Die Zeitschrift Entertainment Weekly führte Ein missglücktes Manöver 2007 in einer Liste der zehn besten Folgen von Raumschiff Enterprise – Das nächste Jahrhundert auf Platz 9.
Keith DeCandido bewertete Ein missglücktes Manöver 2012 auf tor.com als eine leicht überdurchschnittliche Folge von Raumschiff Enterprise – Das nächste Jahrhundert. Ihm gefiel, dass hier eine (ehemalige) Hauptfigur der Serie einmal als fehlbar dargestellt wird. Wesley Crusher empfand er hierfür als besonders gute Wahl, da dieser zu Beginn der Serie trotz seines jungen Alters mehrfach die Enterprise retten durfte und es für ihn regelrecht zur Gewohnheit geworden war, Wunder zu vollbringen. DeCandido empfand die Folge daher auch als den stärksten Auftritt von Wesley-Darsteller Wil Wheaton in der gesamten Serie. Positiv hob er auch die Regiearbeit von Paul Lynch hervor, dem es hervorragend gelang, die Gefühle der Figuren über die Mimik der Schauspieler zu vermitteln. Als eher schwach empfand er hingegen die Konzeption des Nova-Geschwaders. Dessen Legendenstatus an der Akademie wird lediglich behauptet, aber es fehlt an Szenen, in denen das Talent seiner Mitglieder auch tatsächlich gezeigt wird. Die gewählten Schauspieler wirken eher wie gedankenlose Teenager statt hochangesehene Kadetten und insbesondere Robert Duncan McNeill wirkte auf DeCandido eher wie ein schmieriger Anwalt als ein großer militärischer Anführer.
Anthony Vieira führte Ein missglücktes Manöver 2021 auf der Website collider.com in einer Liste der 25 besten Folgen von Raumschiff Enterprise – Das nächste Jahrhundert auf Platz 8.